# Lipovača (Vukovar)
Lipovača je naselje u Republici Hrvatskoj, u sastavu Grada Vukovara, Vukovarsko-srijemska županija. 

## Stanovništvo
Prema popisu stanovništva iz 2001. godine, naselje je imalo 426 stanovnika te 134 obiteljskih kućanstava.
| broj stanovnika | 40    | 85    | 152   | 189   | 197   | 201   | 203   | 195   | 258   | 288   | 377   | 347   | 479   | 580   | 426   | 386   | 323   |
|                 | 1857. | 1869. | 1880. | 1890. | 1900. | 1910. | 1921. | 1931. | 1948. | 1953. | 1961. | 1971. | 1981. | 1991. | 2001. | 2011. | 2021. |

## Šport
- NK Lipovača Vukovar, član 3. županijske lige VS NS Vukovar